# Пятницкий (телесериал)
«Пятницкий» — российский сериал, полицейская драма, сиквел трилогии «Глухарь». Транслировался на НТВ с 7 ноября 2011 по 17 декабря 2015 года. Сюжетные действия сериала происходят одновременно с развитием сюжета сериала «Карпов», другого сиквела трилогии «Глухарь», автором которого является также Илья Куликов.

## Сюжет
Подполковник полиции Ирина Зимина на должности начальника отдела «Пятницкий» наводит собственный порядок на подвластной ей территории, собирая команду из своих подчинённых, некоторые из которых впоследствии стали не только её друзьями и коллегами, но и по сути «одной семьей», как часто упоминают это сами герои сериала. Вокруг отдела происходят как очень драматические, а порой и трагические события и явления, так и довольно комедийные. Каждый персонаж по-своему уникален и сложен, у каждого своя судьба. Но выживут, не сойдут с ума и не потеряют честь и достоинство единицы.

## В ролях
- Виктория Тарасова — Ирина Сергеевна Зимина, начальник ОВД/ОМВД «Пятницкий», подполковник полиции/с 30-й серии 1 сезона — полковник полиции (1—4 сезоны)
- Степан Рожнов — Михаил Евгеньевич Зотов, старший оперуполномоченный окружного УВД/начальник службы криминальной полиции/оперуполномоченный уголовного розыска/начальник службы криминальной полиции/и. о. начальника ОМВД, капитан полиции/с 3 сезона — майор полиции (2—4 сезоны)
- Дмитрий Мазуров — Павел Петрович Ткачёв, оперуполномоченный уголовного розыска ОВД/ОМВД «Пятницкий», капитан полиции, лучший друг Романа Савицкого, парень/бывший парень Екатерины Русаковой (1—4 сезоны)
- Андрей Сорока — Роман Иванович Савицкий, старший оперуполномоченный уголовного розыска/начальник службы криминальной милиции/старший оперуполномоченный уголовного розыска ОВД/ОМВД «Пятницкий», майор полиции, лучший друг Павла Ткачёва, с 31-й серии 2-го сезона — муж Елены Измайловой (1—4 сезоны)
- Антон Афанасьев — † Вадим Георгиевич Климов, начальник полиции общественной безопасности ОВД/ОМВД «Пятницкий», майор полиции, друг Ирины Зиминой (покончил жизнь самоубийством в 18-й серии 4 сезона) (1—4 сезоны)
- Сергей Гурьев — Дмитрий Алексеевич Фомин, участковый-уполномоченный ОВД/ОМВД «Пятницкий»/в 20-й серии 4 сезона исполняющий обязанности начальника полиции общественной безопасности ОМВД «Пятницкий», капитан полиции, лучший друг Павлова (1—4 сезоны)
- Павел Мисаилов — Анатолий Викторович Жигаев, следователь/заместитель начальника следственного отдела ОВД/ОМВД «Пятницкий», капитан юстиции, лучший друг Константина Щукина и Виктории Минаевой (1—4 сезоны)
- Игорь Стам — Константин Николаевич Щукин, следователь/начальник следственного отдела/отдела дознания ОВД/ОМВД «Пятницкий», капитан/с 22-й серии 2 сезона — майор юстиции/с 11-й серии 4 сезона — майор полиции, лучший друг Анатолия Жигаева; друг, со 2 сезона — парень Виктории Минаевой (1—4 сезоны)
- Сандра Элиава — Виктория Александровна Минаева, следователь ОВД/ОМВД «Пятницкий», старший лейтенант/с 22-й серии 2 сезона — капитан юстиции; подруга, со 2 сезона — девушка Константина Щукина (1—4 сезоны)
- Виктория Герасимова — † Екатерина Константиновна Русакова, инспектор по делам несовершеннолетних ОВД/ОМВД «Пятницкий», старший лейтенант/с 22-й серии 2 сезона — капитан полиции, девушка/бывшая девушка Павла Ткачёва и Олега Терещенко (убита Зиминой за предательство в 4-й серии 3 сезона) (1—3 сезоны)
- Анна Липко — Елена Николаевна Измайлова, начальник отдела дознания/следственного отдела ОВД/ОМВД «Пятницкий», майор полиции/с 11-й серии 4 сезона — майор юстиции, лучшая подруга Ирины Зиминой, с 31-й серии 2-го сезона — жена Романа Савицкого (1—4 сезоны)
- Антон Батырев — † Олег Анатольевич Терещенко, инспектор ППС ОВД/ОМВД «Пятницкий», лейтенант/с 22-й серии 2 сезона — старший лейтенант полиции, лучший друг Дмитрия Исаева, парень/бывший парень Екатерины Русаковой (убит Климовым в 15-й серии 4 сезона) (1—4 сезоны)
- Георгий Тополага — Дмитрий Юрьевич Исаев, инспектор ППС ОВД/ОМВД «Пятницкий», старшина полиции, лучший друг Олега Терещенко (1—4 сезоны)
- Фёдор Румянцев — Олег Петрович Казаков, оперативный дежурный ОВД/ОМВД «Пятницкий», капитан полиции (1—4 сезоны)
- Александр Бобров — Андрей Ильич Агапов, начальник следственного отдела ОВД по городу Демёхин/следователь ОВД/ОМВД «Пятницкий», капитан юстиции (2—4 сезоны)
- Денис Жариков — Александр Игоревич Зимин, сын Ирины Зиминой (1—4 сезоны)
- Андрей Снежко — Александр Михайлович Афанасьев, командир роты ППС ОВД/ОМВД «Пятницкий», майор полиции (1—3 сезоны)
- Роман Гапанюк — Павлов, сотрудник отдела дознания ОВД/ОМВД «Пятницкий», капитан полиции, лучший друг Дмитрия Фомина (1—4 сезоны)
- Александр Журман — Евгений Петрович Грачёв, начальник ГУ МВД по городу Москве, генерал-лейтенант полиции, отец Михаила Зотова (3—4 сезоны)
- Валерий Новиков — Аркадий Дмитриевич Бекетов, новый начальник окружного УВД/УМВД, генерал-майор полиции (2—4 сезоны)
- Денис Рожков — Денис Олегович Антошин, бывший оперуполномоченный уголовного розыска ОВД «Пятницкий», инспектор/бывший инспектор МРЭО ГИБДД, капитан/бывший капитан полиции, друг Ирины Зиминой (3—4 сезоны)
- Владимир Фекленко — Николай Викторович Тарасов, бывший следователь ОВД «Пятницкий», следователь ГСУ ГУ МВД по городу Москве, капитан юстиции (3 сезон)
- Андрей Перунов — † Валерий Андреевич Захаров, начальник окружного УВД, генерал-майор полиции, друг Ирины Зиминой (покончил жизнь самоубийством в 22-й серии 2 сезона) (1—2 сезоны)
- Владислав Котлярский — Станислав Михайлович Карпов, бывший подполковник милиции, бывший начальник СКМ ОВД «Пятницкий», друг Ирины Зиминой  (1—4 сезоны)
- Дмитрий Фрид — Андрей Михайлин, хирург/заведующий хирургическим отделением городской больницы, ухажёр Ирины Зиминой (3—4 сезоны)

## Место съёмок
Место съёмок первого сезона телесериала прошло с марта по октябрь 2011 года. Премьера состоялась 7 ноября 2011 года на телеканалах НТВ, ТРК Украина, НТВ-Беларусь. Съёмки второго сезона прошли в 2012 году. Показ начался 15 октября 2012 года. 9 ноября 2012 года вышел документальный фильм «Карпов. Пятницкий. Послесловие». Съёмки третьего сезона прошли в 2013 году. Его показ начался 5 ноября 2013 года. Съёмки четвёртого, заключительного, сезона проходили с 26 февраля по 8 июля 2014 года. Премьера на телеканале ТРК Украина состоялась 3 ноября 2014 года, а премьера на НТВ была отложена на более позднее время — показ состоялся 23 ноября 2015 года. Самая последняя серия была показана 17 декабря 2015 года. 19 декабря 2015 года вышел документальный фильм «Пятницкий. Послесловие».